# Cueva Fa Hien
Fa Hien es una cueva en el distrito de Kalutara, Provincia Oeste, en el país asiático de Sri Lanka, fue llamada en base al nombre del monje budista Faxian (también escrito: Fa Hien). La cueva es importante por los esqueletos del Pleistoceno y restos humanos descubiertos allí entre los años 1960 y 1980.
Los primeros restos humanos en la cueva fueron descubiertos en 1968 por el Dr. Siran U. Deraniyagala (del departamento de arqueología del gobierno de Sri Lanka), quien regresó con un asistente, WH Wijepala, en 1988. Los principales hallazgos consistieron en microlitos, los restos de los incendios antiguos, y los restos de plantas y seres humanos. Los datos por radiocarbono indicaron que la cueva había sido ocupada unos 33.000 a 4.750 años atrás - desde el Pleistoceno al Holoceno Medio.